# Korokke
Korokkekorokke (コロッケ) é um salgado japonês frito, similar ao croquete francês.

## História
O croquete chegou ao Japão no fim do século XIX, com a abertura dos portos proporcionada pela Restauração Meiji. Acredita-se que a receita foi levada por cidadãos dos Estados Unidos e da Europa Ocidental.
A primeira receita japonesa de korokke data de 1872, e foi publicada no Guia de Culinária Ocidental (西洋料理指南). A receita original utilizava batatas e carne bovina picadas, temperadas e moldadas no formato de pequenos cilindros; essa massa era então empanada em farinha panko (de farelo de pão) e frita em banha.
Durante o período Showa, a comida se popularizou entre famílias de baixa renda, e ao longo do século XX se espalhou por todas as esferas sociais japonesas. Hoje em dia, o alimento é comumente encontrado em supermercados japoneses e lanchonetes.

## Características
O korokke é, geralmente, feito no formato de um disco achatado, mas pode ser encontrado em formato cilíndrico e elíptico.
Para a confecção, cozinha-se batatas até amolecerem. Em outro recipiente, a carne é preparada; pode ser utilizada carne de frango, boi, porco ou frutos do mar, como camarão, kani e surimi. A carne é pré-cozida por conta do curto tempo de fritura da batata utilizada no korokke. Adiciona-se temperos e a carne já pronta às batatas cozidas e amassadas, e a mistura resultante é moldada em discos. Os temperos mais comuns são sal e pimenta; noz moscada, cebola, coentro e caril também podem ser utilizados. Os korokkes são então empanados em farinha de trigo e farinha panko, e fritos em imersão em óleo quente até dourar; o resultado é um korokke crocante no exterior e macio no interior.
Tipicamente, o prato é apresentado acompanhado de molho Worcestershire ou molho tonkatsu e repolho branco cozido e cortado em finas fatias.
A versão japonesa dos croquetes se difere das receitas tradicionais francesas e belgas principalmente por se basear quase que integralmente em batatas, enquanto as europeias utilizam um recheio feito com base em molho béchamel.